# Zippeïta
La zippeïta és un mineral de la classe dels sulfats, que pertany i dona nom al grup de la zippeïta. Va ser descoberta l'any 1845 a les Muntanyes Metal·líferes, a la regió de Karlovy Vary (República Txeca), sent nomenada així en honor de František Xaver Maximilian Zippe (1791-1863), mineralogista austríac.

## Característiques
És un uranil-sulfat hidroxilat i hidratat de potassi, de fórmula K₃(UO₂)₄(SO₄)₂O₃(OH)·3H₂O. Cristal·litza en el sistema monoclínic en forma d'incrustacions. La seva duresa a l'escala de Mohs és de 2, sent un mineral força tou. És extreta de les mines com mena de l'estratègic urani. Per la seva alta radioactivitat ha de ser manipulada i emmagatzemada amb els corresponents protocols de seguretat.
Segons la classificació de Nickel-Strunz, la zippeïta pertany a «07.EC: Uranil sulfats amb cations de mida mitjana i grans» juntament amb els següents minerals: cobaltzippeïta, magnesiozippeïta, niquelzippeïta, natrozippeïta, zinczippeïta, rabejacita, marecottita, sejkoraïta-(Y) i pseudojohannita.

## Formació i jaciments
Apareix de manera comuna en mines d'urani, sent un mineral de formació secundària, en part post-mineria, en jaciments oxidats d'urani contenint sulfurs. Sol trobar-se associada a altres minerals com: uranopilita, johannita, uranofana, schröckingerita o guix. Als territoris de parla catalana ha estat descrita a la mina Eureka (La Torre de Cabdella, Pallars Jussà).

## Varietats
Es coneix una varietat de zippeïta, la cuprozippeïta, una varietat que conté coure amb fórmula Cu(UO₂)₃(SO₄)₃(OH)₂·11H₂O.